# Батат

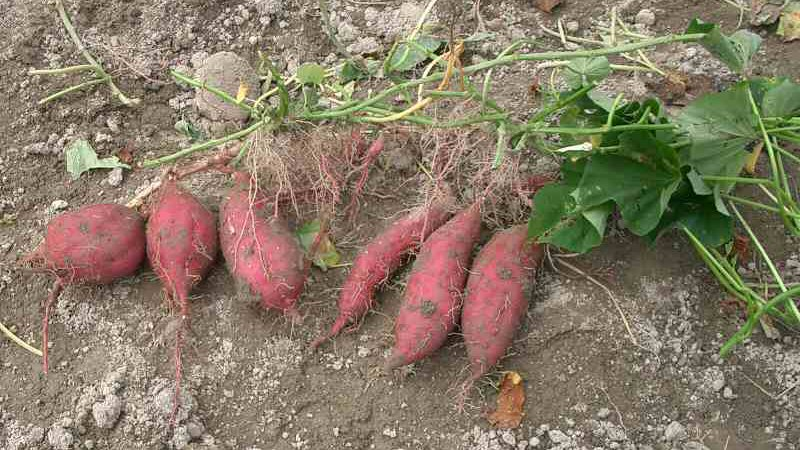
Коренеплоди батату

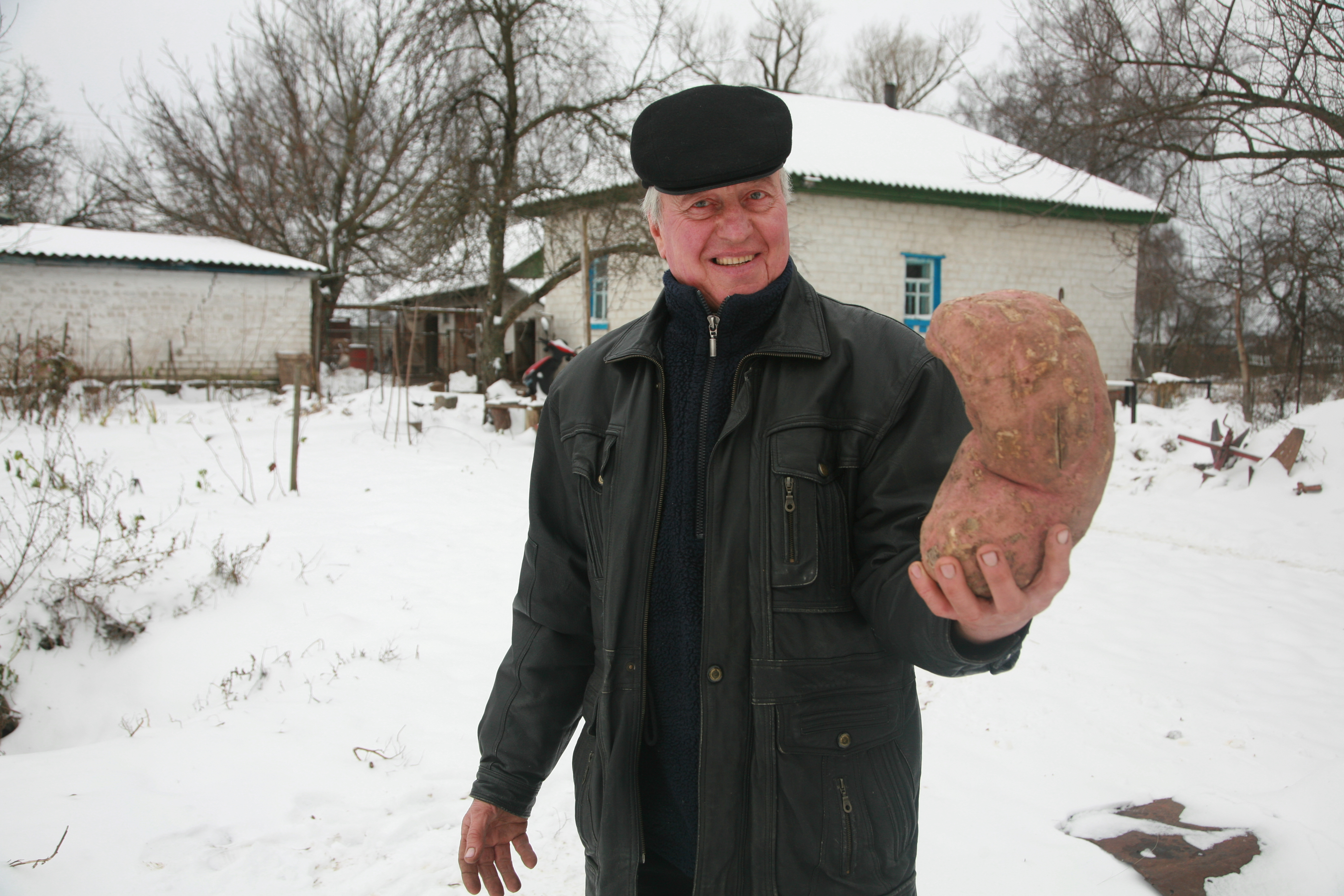
Селянин демонструє вирощений на власному городі батат. Село Анисів, Чернігівський район, Чернігівська область

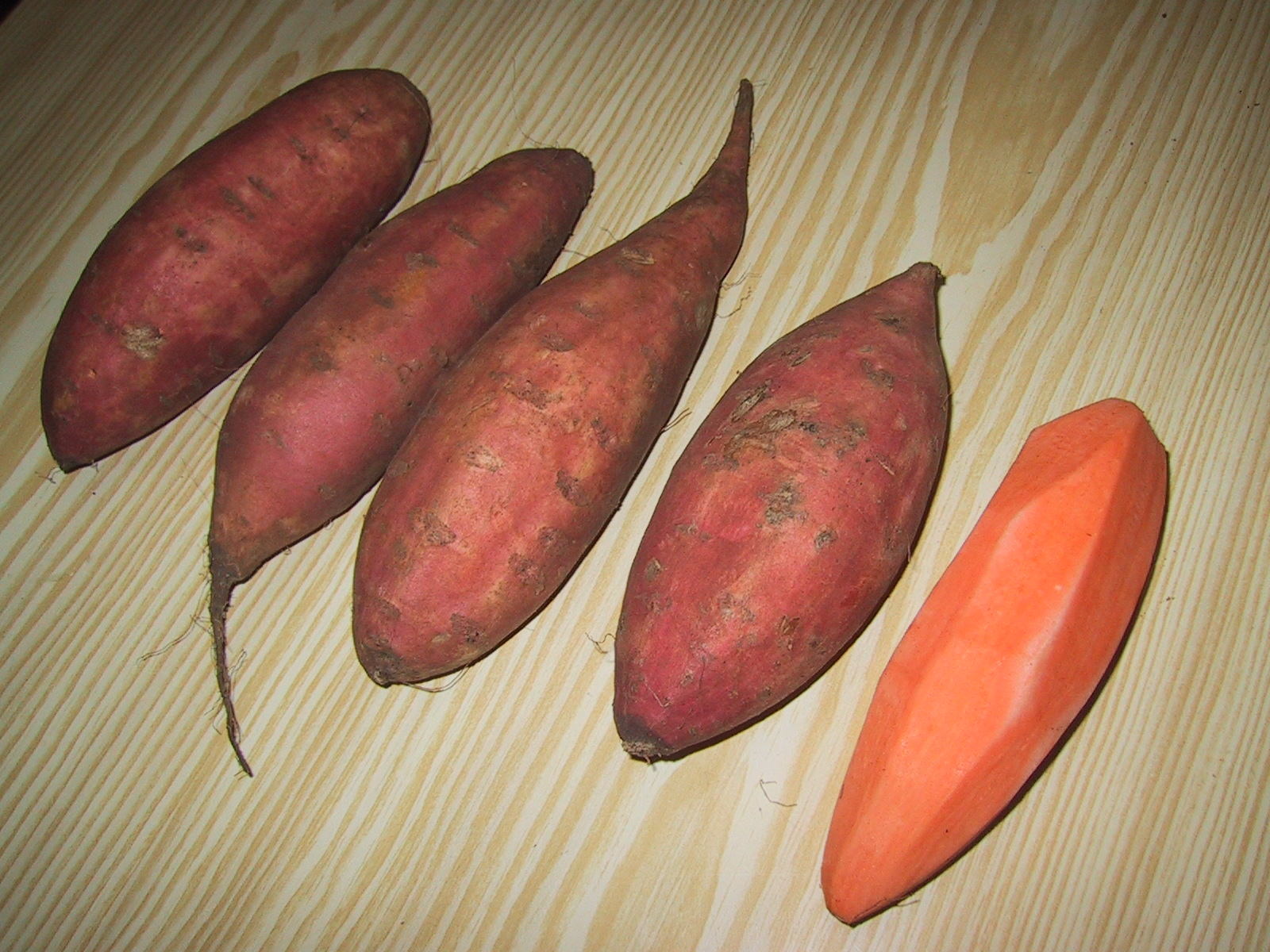

Бата́т або солодка картопля (Ipomoea batatas L.) Lam.) — багаторічна трав'яна рослина родини берізкових (Convolvulaceae). Походить з Центральної Америки. Одна з найпоширеніших у світі харчових і кормових культур.
В країнах з помірним кліматом батат вирощують як однорічну рослину для одержання кореневих бульб, які за хімічним складом близькі до картоплі, але багатші на вуглеводи (до 30 %), в тому числі цукри (2—6 %).
Вміст крохмалю в бульбах 72 %.

## Страви
Бульби споживають сирими, запеченими, смаженими, вареними та консервованими, переробляють на крохмаль, патоку та інше. Стебла та відходи бульб згодовують худобі.
Батат є досить універсальним продуктом: здатний замінити або доповнити картоплю в гарячих рідких стравах (включно з борщем), дерунах, у стравах типу «риба (м'ясо/птиця) з овочами». З нього можна робити салати, пюре, каші (рецепт і спосіб приготування аналогічний до гарбузової); пюре (яке швидко вариться) є гарною начинкою у вареники; може додаватися у лазанью, голубці, вінегрет тощо.
Попри те, що сирий овоч твердий і важко ріжеться, вариться батат дуже швидко: 5-7 хвилин від часу закипання води. Зварений тримається шматочками, які не розлазяться, якщо їх тримати в руці або кусати, але одним натиском ложки перетворюються в пюре.
У смакові батату можна відчути легкий присмак картоплі, моркви, гарбуза, гороху, хоча біологічно батат має з ними мало спільного.

## Поширення
Масово вирощується в країнах зі спекотним кліматом, південній та східній Азії. Лідери з виробництва — Китай, Латинська Америка. В СРСР батат культивувався з 1933, переважно в республіках Середньої Азії, на чорноморському узбережжі Кавказу і на півдні України. Зараз вирощується в Україні у домогосподарствах та малих підприємствах. Промислової заготівлі поки що немає.
Урожайність — 30—70 т/га і більше.

## Розмноження
Розмножують батат в основному вегетативно укоріненням живців, рідше — насінням. Деякі сорти втратили здатність до цвітіння, взагалі схожість насіння низька, зате висока здатність до вкорінення пагонів.
Для промислового виробництва, або для висаджування на городі бульби пророщують в теплому вологому середовищі, живці зрізають і вкорінюють в воді, після чого висаджують у відкритий ґрунт. Живці для вкорінення можна нарізати також із дорослої рослини, або з підрослої розсади.

## Сорти
На 2013 рік у Світі було відомо понад 7000 сортів батату. Найбільш ранніми є Маньчжурський, Білий НБС, Тайнунг-65, Боніта, Бельву, Баюбел, Рубін Кароліни, Побєда-100, Борегард, Джорджія Джет та інші. Їхній строк дозрівання становить 90-100 днів (три місяці). Прийнятні для України також середньостиглі сорти. В Україні поширений сорт Вінницький рожевий та інші.
Залежно від сорту батат буває білим, жовтим, лимонним, рудим, рожевим, кремовим, червоним, фіолетовим, вишневим, а за формою — видовженим, грушоподібним, і «пузатим» майже овальної форми. Забарвлення свідчить про вміст корисних речовин. Так, рудий містить багато каротину, а фіолетовий — корисні антоціани.
Найвідоміші фіолетові сорти: Дінгес Перпл, Молокай, Стокс Перпл та Окінавський. Вони вважається найкориснішими. Починаючи з 2014 року група вітчизняних бататоводів розробляє та випробовує нові фіолетові сорти, наприклад Скіф, які мають більшу врожайність в умовах України ніж більш поширений Перпл.

## Схема висаджування
Батат необхідно висаджувати по 3-4 рослини на один метр квадратний. Оскільки бульби досить об'ємні, найзручніше висаджувати його на гребенях.
Існує 3 способи висаджування: 1) вертикально. 2) «дугою»: нижня частина лежить горизонтально, надземна частина направлена вертикально. 3) «гачком»: верхівка виглядає із землі вертикально, під землею пагін загнуто доверху.
У будь-якому разі, підземна частина має бути хоча б 10 см, адже кожен великий додатковий корінь — це одна бульба. Для гарного товарного вигляду найкращим є 2-й спосіб. Тоді бульби ростуть вертикально вниз, не заважаючи одна одній і тому не закручуються.

## Особливості вирощування
Переваги перед картоплею:
- не потребує такого виду робіт як підгортання;
- абсолютно не цікавить колорадських жуків;
- не належить до родини Пасльонових (не є родичем і тому має мало спільних хвороб із картоплею, перцем, помідорами, баклажанами, тютюном і фізалісом, які часто заражають одне одного);
- кращі показники врожайності та більший розмір бульб;
- не потребує ні планового оприскування отрутохімікатами, ані протруювання перед посадкою;
- високий коефіцієнт розмноження: з однієї бульби можлива вигонка до 40 самостійних рослин, після чого вона частково ще придатна в їжу;
- при порівняно незначному догляді стебла з листками залишаються зеленим, а корені набирають масу аж до початку жовтня (на 2 місяці довше картоплі) за умови, що немає заморозків і ще бувають сонячні дні з температурою вдень 15 і більше градусів тепла. При цьому вибірково можна відкопувати бульби в їжу починаючи з серпня;
- надзвичайно корисний.

Недоліки:
- гине від від'ємних температур або кількагодинного зниження температури до нуля та хворіє, якщо довго тримається температура нижче 8-10 градусів тепла;
- вимагає великої кількості вологи за умови рівномірного розподілу впродовж вегетаційного періоду;
- для росту потребує значного відсотка ясних днів з температурою вдень >15°С;
- потребує нестандартних умов зберігання в умовах сухого і теплого приміщення за температури не нижче 12 градусів тепла;
- потребує більше ручної роботи під час висаджування (що цілком компенсується зменшенням ручної роботи протягом літа і економією садивного матеріалу тощо);
- не існує сортів-«сорокаденок»;
- окремі пізні сорти (в тому числі африканські) встигають закласти бульби, але не встигають набрати масу.

Умови зберігання:
Після збирання врожаю бульби очищують від землі, висушують та витримують тиждень за температури +30°С для загоєння всіх механічних пошкоджень, після чого поміщають на зберігання.
Бульби зберігаються від кількох місяців до двох років при температурі в межах +12…20°С. За температури нижче +10 вони змінюють забарвлення, в'януть і швидко загнивають, зберігаються не більше кількох тижнів, тоді як за температури понад +20°С — проростають, але зберігаються до кількох місяців.

## Виробництво
| Країна                                                            | мільйонів тонн батату |
| ----------------------------------------------------------------- | --------------------- |
| Китай                                                             | 81.7                  |
| Уганда                                                            | 2.8                   |
| Нігерія                                                           | 2.8                   |
| Індонезія                                                         | 2.0                   |
| Танзанія                                                          | 1.4                   |
| В'єтнам                                                           | 1.3                   |
| Індія                                                             | 1.1                   |
| США                                                               | 1.0                   |
| Джерело: Продовольча і сільськогосподарська організація ООН (FAO) |                       |

## Галерея

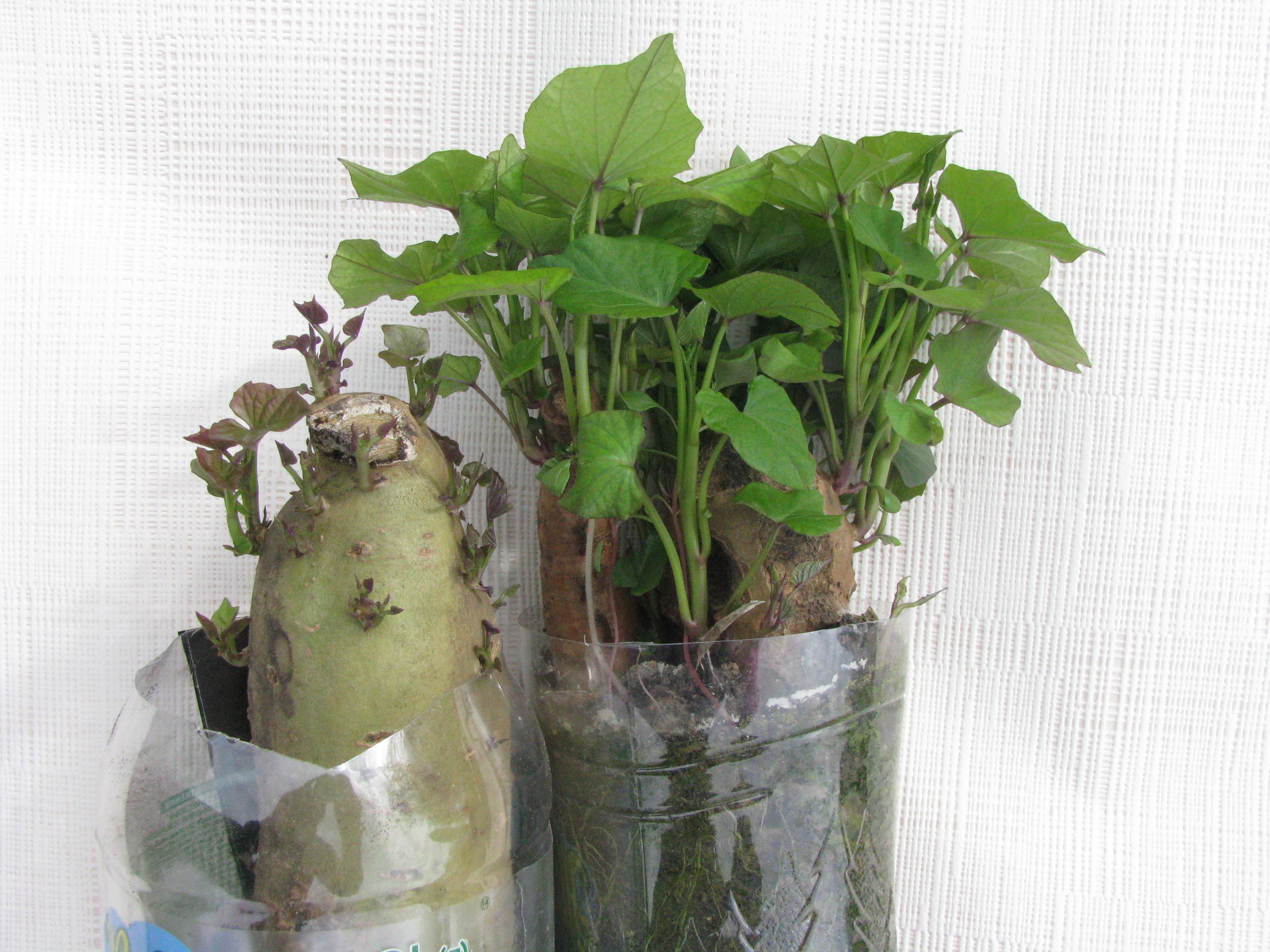
Пророщування бульб на розсаду
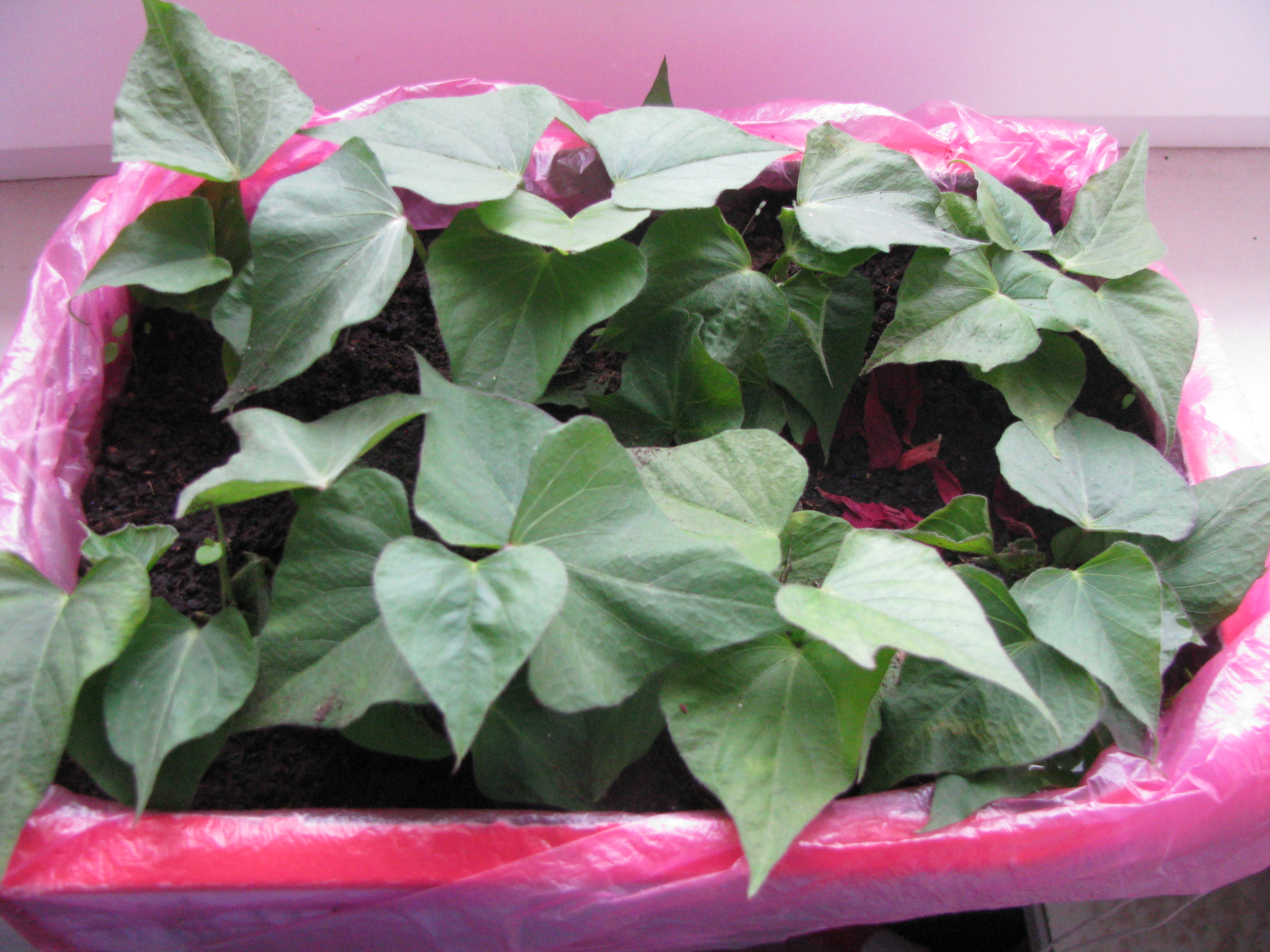
Розсада батату
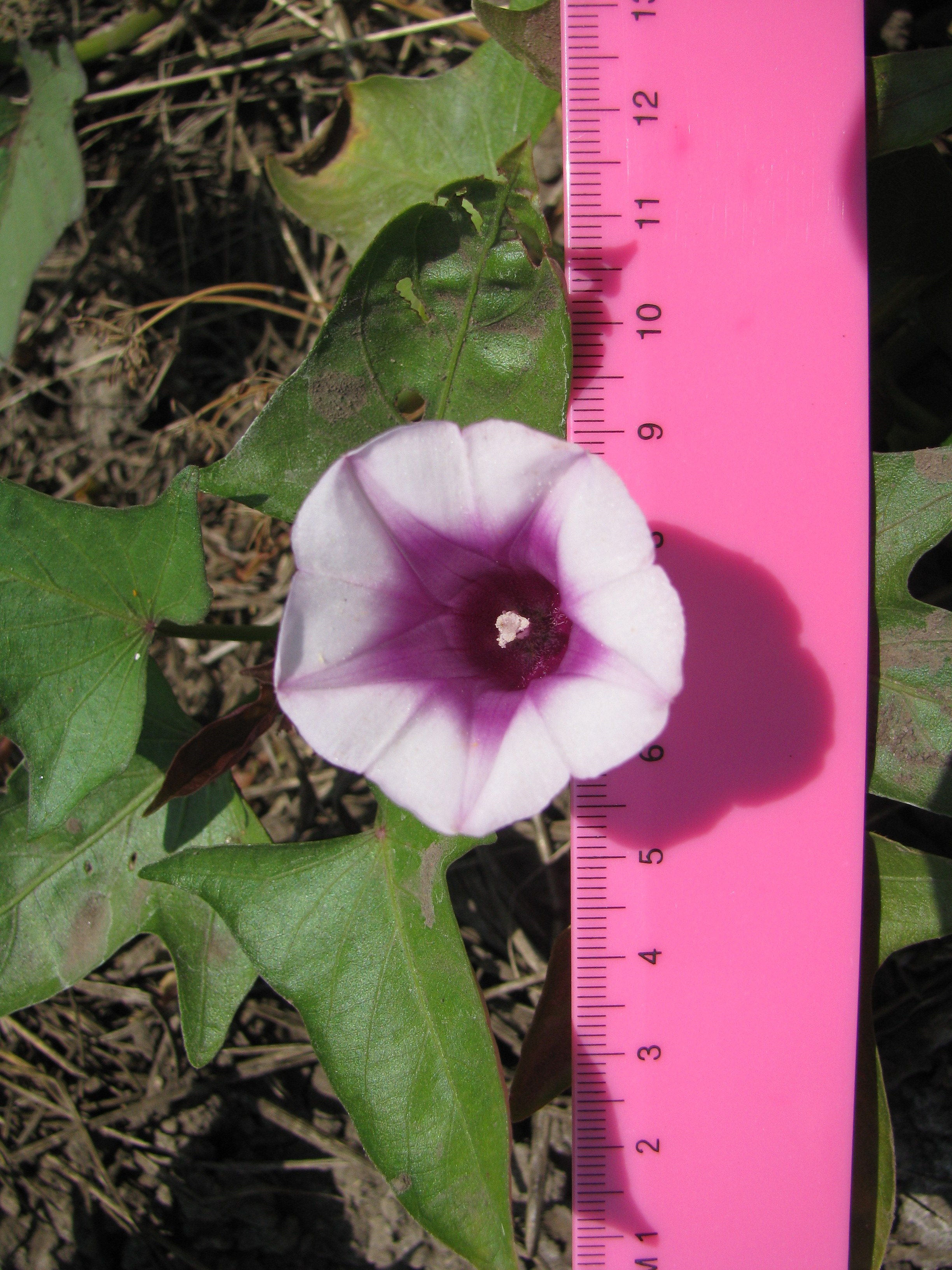
Квітка батату
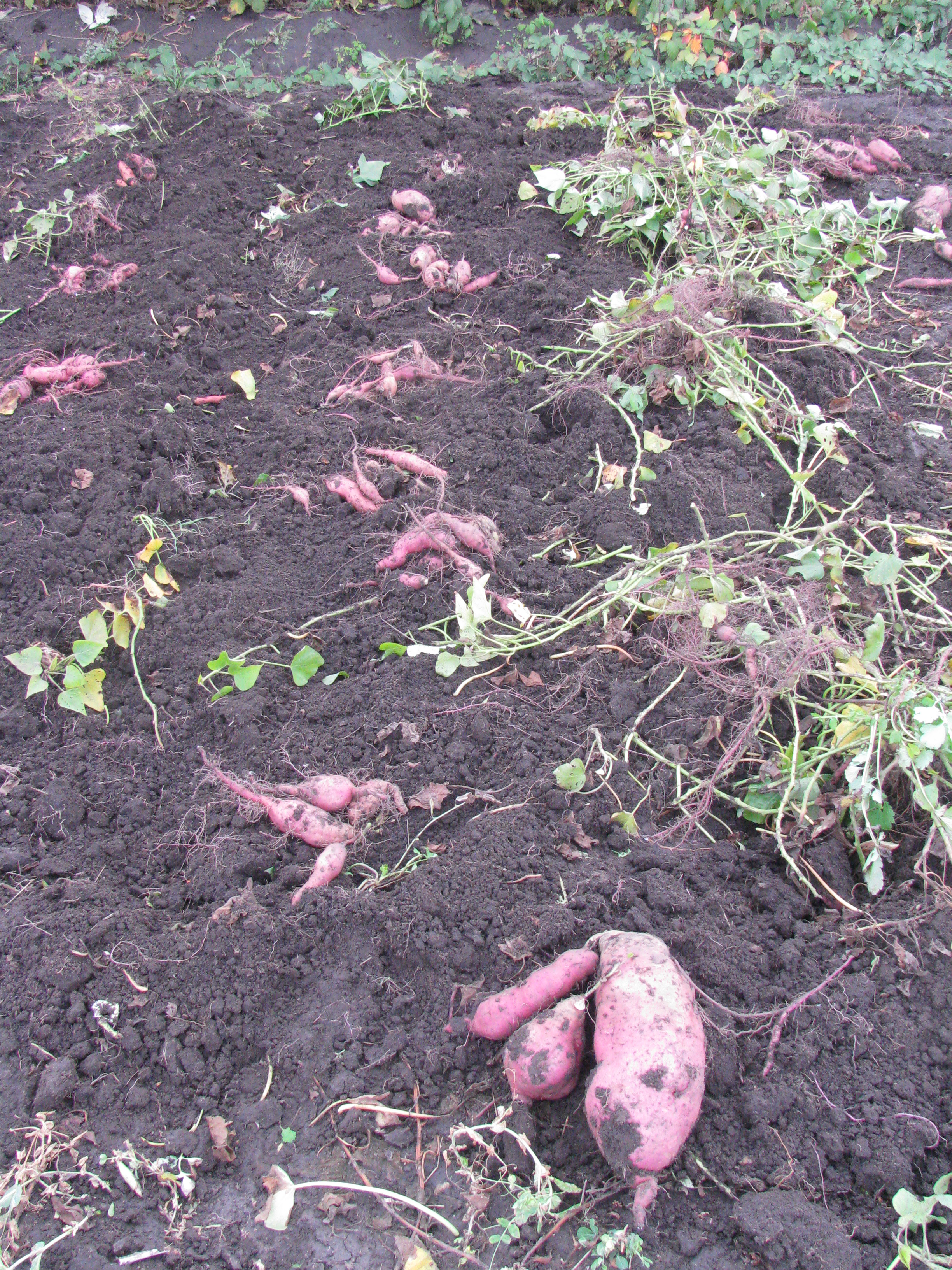
Збирання врожаю
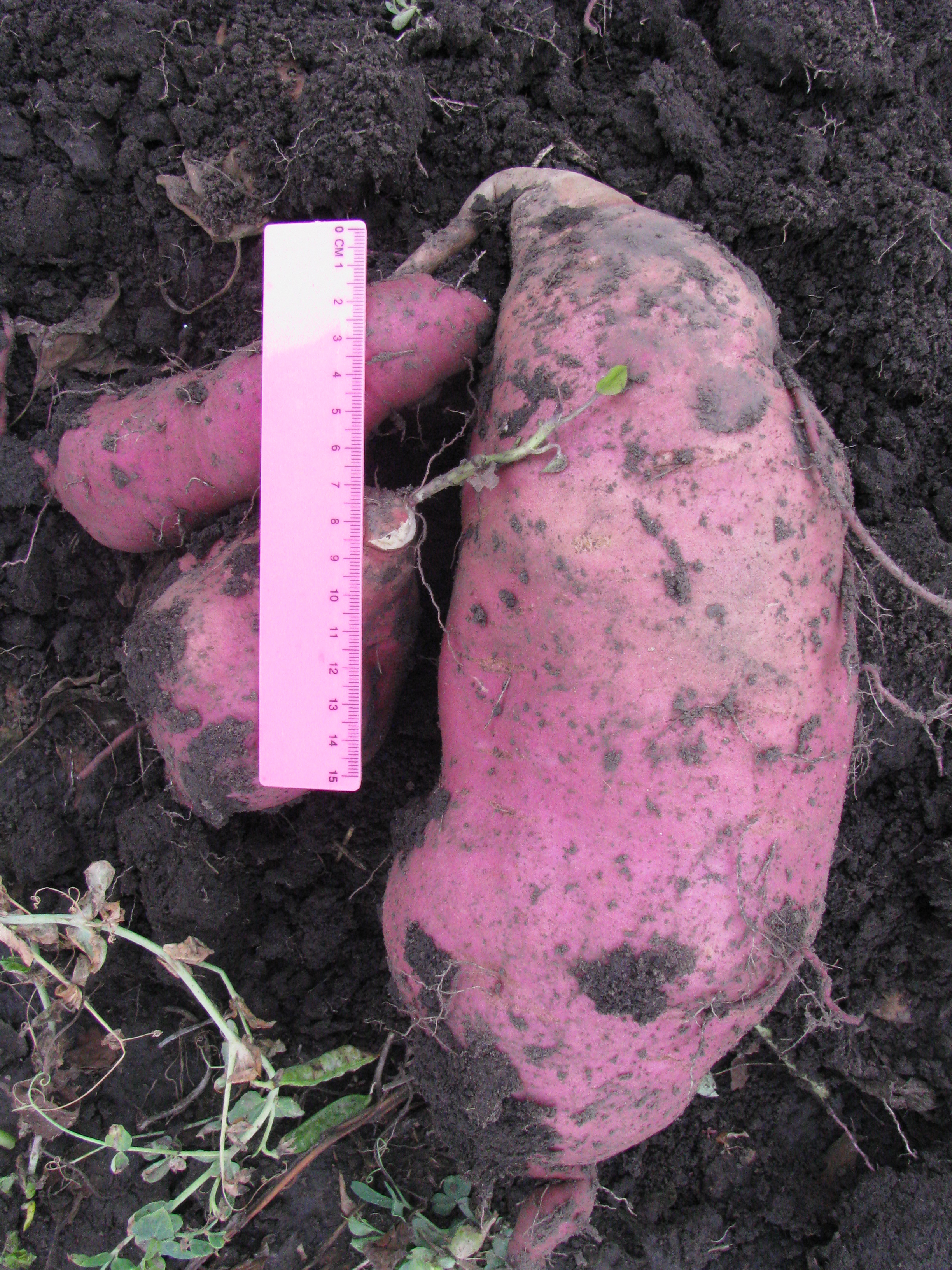
Сорт Вінницький рожевий